# Virginsk poppel
Virginsk poppel (Populus deltoides) er et stort, løvfældende træ med en åben krone. Hovedgrenene er oprette til udspærrede og meget svære. Træet danner hybrider med mange andre Poppelarter.

## Beskrivelse
Barken er først lysegrøn og glat, men senere bliver den gulbrun. På gamle grene og stammer er barken grå og furet. Knopperne er spredtstillede og tilliggende med en en kraftig og femkantet, harpiksklædt endeknop. 
Bladene er trekantede (deraf navnet "deltoides" = 'som ligner delta', dvs. det græske bogstav Δ, der svarer til D i det latinske alfabet) med en rundtakket og gennemsigtig rand. Oversiden er skinnende grøn, mens undersiden er noget mere mat og lys i farven. Træet er særbo, sådan at der findes rent hanlige og rent hunlige individer. Blomstringen sker kort før løvspring, hvor de lange rakler er meget påfaldende. Frøene er forsynet med lange frøhaler, så jorden kan være helt hvid under træet, når det fælder frøene.
Rodnettet er bedst udviklet hos frøformerede planter, men under alle omstændigheder udvikles det helt øverligt i jorden. Træer, som får rødderne dækket af slam under foråret oversvømmelser, udvikler nye rødder højere på stammen. 
På hjemstedet kan man finde træer med højder over 50 m, men i Danmark bliver højde x bredde næppe over 30 x 20 m. Årstilvæksten er stærkt afhængig af iltindhold og gødningskraft i jorden. Der er set treårige træer på 13 meters højde.

## Hjemsted
Virginsk poppel vokser naturligt i plantesamfund langs floderne i prærieområderne USA og Canada mellem 28° N og 46° N. Løvskovene danner artens østgrænse, mens det er højden over havet, der danner vestgrænsen. I udbredelsesområdet findes den sammen med bl.a. amerikansk humlebøg, amerikansk nældetræ, askebladet løn, Nyssa sylvatica, rødask og sortbirk.

## Hybrider
Arten er mest kendt for sine meget brugte hybrider med sortpoppel. Der kendes også mange grupper af naturlige hybrider med henholdsvis amerikansk asp, balsampoppel og vestamerikansk balsampoppel. Følgende naturhybrider er beskrevet:
- Populus x acuminata (P. angustifolia x deltoides)
- Populus x bernardii (P. deltoides x tremuloides)
- Populus x jackii (P. balsamifera x deltoides)
- Populus x polygonifolia (P. balsamifera x deltoides x tremuloides)

| Portal | Portal:Botanik |